# Selección de balonmano de Checoslovaquia
La Selección de balonmano de Checoslovaquia era el equipo formado por jugadores de nacionalidad checoslovaca que representaba a la Federación Checoslovaca de Balonmano en las competiciones internacionales organizadas por la Federación Internacional de Balonmano (IHF) o el Comité Olímpico Internacional (COI). Este combinado se alzó con el campeonato del mundo en 1967 y logró la medalla de plata en los Juegos Olímpicos de Múnich 1972.

## Historial

### Juegos Olímpicos
- 1936 - No participó
- 1972 -  Medalla de plata
- 1976 - 7.ª plaza
- 1980 - No participó
- 1984 - No participó
- 1988 - 6.ª plaza
- 1992 - 9.ª plaza

### Campeonatos del Mundo
- 1938 - No participó
- 1954 -  Tercera
- 1958 -  Subcampeona
- 1961 -  Subcampeona
- 1964 -  Tercera
- 1967 -  Campeona
- 1970 - 7.ª plaza
- 1974 - 6.ª plaza
- 1978 - 11.ª plaza
- 1982 - 10.ª plaza
- 1986 - 13.ª plaza
- 1990 - 7.ª plaza